# Спасательная камера Мак-Кенна

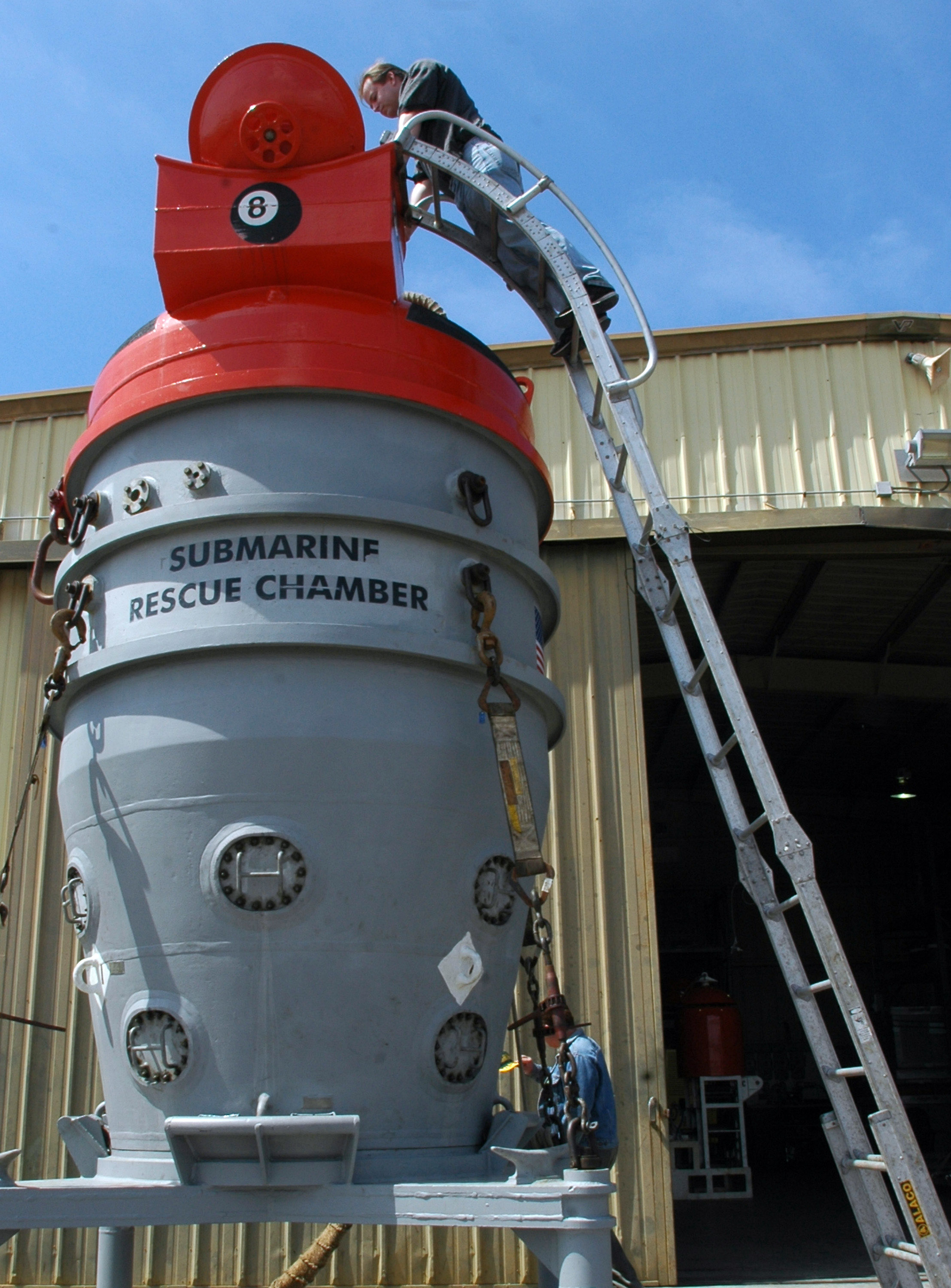
Современный улучшенный вариант спасательной камеры Мак-Кенна

Спасательная камера Мак-Кенна (англ. McCann Rescue Chamber) —  устройство для спасения подводников с затонувшей подводной лодки. Названа в честь вице-адмирала Аллана Мак-Кенна.

## История
В начале XX века американский флот столкнулся с проблемой спасения служащих с затонувших подводных лодок. Последними трагедиями, ставшими стимулом для разработки спасательных средств, были крушения USS S-51 (SS-162) 25 сентября 1925 года и USS S-4 (SS-109) 17 декабря 1927 года. В лодке S-4 подводники сумели достичь незатопленных отсеков, но вскоре умерли, оставались в живых только шестеро подводников в торпедном отсеке. Несмотря на усилия водолазов, спасательные работы были прекращены 24 декабря из-за сильного шторма. Весь экипаж лодки погиб.

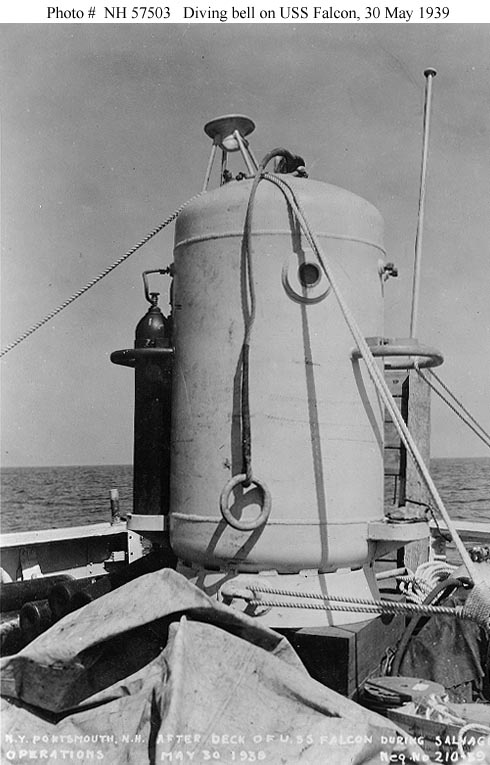
Прототип спасательной камеры Момсена-Мак-Кенна

Уже после первой трагедии Чарльз Момсен занялся разработкой технического устройства для спасения экипажа. Вскоре он предложил к использованию водолазный колокол, который предполагалось соединять с аварийным люком подводной лодки. Свои наброски он направил в подразделение подводного флота по созданию и ремонту подводных лодок. Но его идея была признана неэффективной. Но после трагедии с субмариной S-4, руководство флота разрешило Момсену проведение испытаний.
В начале 1928 года S-4 была поднята на поверхность и доставлена в док для ремонта, после чего она использовалась для спасательных и судоподъемных испытаний, в том числе и с участием Чарльза Момсена. Испытания проведенные на S-4 помогли усовершенствовать оборудование и методы по спасению экипажей подводных лодок, которые стали спасением для 33 человек с затонувшей USS Sailfish (SS-192).
Первый работающий вариант спасательной камеры подразделение подводного флота по созданию и ремонту подводных лодок разработало в 1928 году. Водолазный колокол прошёл серию испытаний в водах близ Ки-Уэст, после которых устройство было введено в эксплуатацию как спасательная камера. Успех этого устройства стал толчком к продолжению работ по усовершенствованию технологии. Но Момсен был переведен на разработку дыхательных аппаратов и в итоге создал устройство названное легкие Момсена.
Капитан-лейтенант Аллан Роквелл Мак-Кенн был назначен на продолжение работ по улучшению спасательной камеры. С июля 1929 года по июль 1931 года Мак-Кенн работал над этой задачей. В конце 1930 года был выпущен усовершенствованный вариант водолазного колокола под названием спасательной камеры Мак-Кенна. К концу 1931 года была выпущена более усовершенствованная модель, способная выдерживать давление на глубине около 91 метра.

## Спасение «Скволуса»
USS Sailfish (SS-192), более известный как «Скволус», затонул в мае 1939 года на глубине 74 метров в водах островов Шолс недалеко от побережья штата Нью-Гэмпшир. Капитан лодки Оливер Наквин выпустил на поверхность сигнальный буй с телефоном, но, когда капитан вышедшей на помощь подводной лодки «Скалпин» пытался связаться по телефону с Наквином, набежавшая волна отбросила «Скалпин» в сторону и кабель телефона оборвался.
Момсен вместе с Мак-Кенном прибыли к месту крушения чуть позже на борту тральщика USS Falcon (AM-28). По приказу Момсена к затонувшей лодке был отправлен водолаз Мартин Сибитски. Он смог установить связь с экипажем подводной лодки, который стуком по корпусу смог сообщить, что капитан лодки решил не использовать индивидуальные аппараты Момсена, так как экипаж не знаком с ними, и дождаться пришедшей помощи.
Следующим утром водолаз Сибитски прикрепил к люку трос для состыковки со спасательной камерой Мак-Кенна. Усилиями двоих водолазов, Бэддерса и Михаловски, спасательная камера была закреплена на крышке люка, подтянута и закреплена. Экипаж подводной лодки спасали постепенно, в общей сложности было сделано четыре подхода, в которых были спасены все выжившие к тому времени 33 члена экипажа.

## Описание

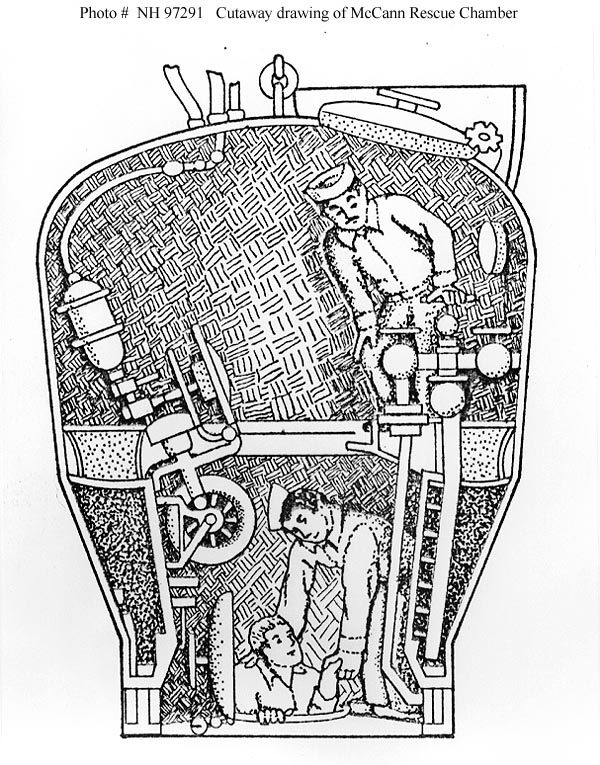
Спасательная камера Мак-Кенна в разрезе

Эта камера была весом около 9 тонн и напоминала перевернутую грушу высотой порядка 3 м и диаметром от 1,5 м у основания до 2,4 м у самой широкой части. Низ камеры был выполнен в соответствии с габаритами спасательного люка подводной лодки, а также оснащен резиновой прокладкой для водонепроницаемого соединения с подводной лодкой. Внутри камеры находилась лебёдка с тросом, который соединялся с крышкой люка. С помощью этой лебёдки камера преодолевала положительную плавучесть и подтягивалась к люку. После присоединения к люку, из нижней части камеры откачивалась вода, после чего люк открывали и подводники могли перейти в спасательную камеру. После того, как люди выбирались из подводной лодки в камеру, люк закрывался, а камеру поднимали на поверхность, отпуская трос. Благодаря тросу, операцию можно было повторять неоднократно, закрепляя спасательную камеру точно над люком.

## Дальнейшее развитие спасательных капсул
На большинстве проектов АПЛ начиная с третьего поколения создаются всё более совершенные спасательные капсулы, как правило встраиваемые в ограждение выдвижных устройств и вмещающие весь экипаж.

## Испытания и учения
В ноябре 2014 года на Северном флоте были проведены специальные учения, где несколько офицеров, а также мешки с песком, имитирующие по массе других членов экипажа были помещены в спасательную капсулу АПЛ К-560 «Северодвинск» проекта «Ясень». Затем эта капсула была отстыкована от субмарины, всплыв с глубины около 200 метров. Все участники эксперимента были благополучно эвакуированы из капсулы в присутствии инженеров Севмаша и КБ, принимавших участие в проектировании. Капсула после профилактического техобслуживания была возвращена на штатное место на подводной лодке.